# Lituaria valenciennes
Lituaria valenciennes is een Pennatulaceasoort uit de familie van de Veretillidae. De wetenschappelijke naam van de soort is voor het eerst geldig gepubliceerd in 1984 door D'Hondt.